# 巴格內爾 (密蘇里州)
巴格內爾（英語：Bagnell）是位於美國密蘇里州米勒縣的城市。

## 人口
根據2020年美國人口普查的數據，巴格內爾的面積為1.55平方千米，當中陸地面積為1.22平方千米，而水域面積為0.33平方千米。當地共有人口43人，而人口密度為每平方千米28人。